# Eleccions generals malàisies de 2022
Les eleccions parlamentàries de Malàisia de 2022 van tenir lloc el 18 de novembre de 2022 per renovar els 222 membres del Dewan Rakyat, la Cambra de Representants de Malàisia. Les eleccions provincials es van celebrar el mateix dia als estats de Pahang, Perak i Perlis. Després de la rebaixa de l'edat del dret a vot de 21 a 18 anys en la legislatura sortint, el nombre d'electors inscrits a les llistes electorals puja a 21 milions, enfront de poc menys de 15 milions en eleccions anteriors.
Les eleccions arriben aviat després de diversos anys d'inestabilitat política que van portar tres primers ministres a succeir-se en tres anys.
Els resultats, molt ajustats, no van mostrar una majoria clara entre les tres coalicions principals, el Pakatan Harapan, el Perikatan Nasional i el Barisan Nasional del primer ministre sortint, Ismail Sabri Yaakob. Dins del Perikatan Nasional, el Partit Islàmic de Malàisia es va beneficiar de la decadència del Barisan Nasional i es va convertir per primera vegada en el partit més gran del Dewan Rakyat. Aquesta situació obre el camí per a les negociacions entre les coalicions i alguns partits menors, sense que cap de les forces principals tingui la majoria absoluta.
Cinc dies després de les eleccions, el rei de Malàisia, Abdullah Shah, nomena primer ministre el líder de Pakatan Harapan, Anwar Ibrahim.

## Context

### Govern de Mahathir

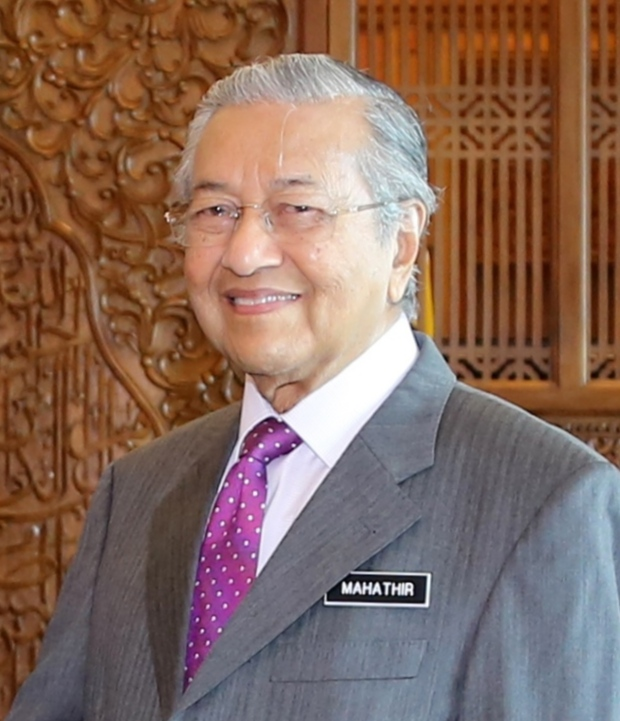
Mahathir Mohamad el 2018

Les eleccions legislatives del maig de 2018 donen lloc a una alternança política. Al capdavant de la coalició Pakatan Harapan, Mahathir Mohamad torna a ser primer ministre el 10 de maig de 2018 després de la derrota en les eleccions de la coalició Barisan Nasional (BN) liderada pel seu antic partit, l’Organització Nacional dels Malais Units (UMNO). Es converteix així en el cap de l'executiu de més edat del món, per davant del president tunisià, Beji Caid Essebsi. La seva victòria, considerada una sorpresa, s'explica per la bona imatge de la qual gaudeix al país i pel cansament de la població envers la coalició sortint.
Durant la campanya, Mahathir Mohamad declara que vol processar el primer ministre sortint, Najib Razak, acusat de corrupció en el marc de l’escàndol d'1Malàisia Development Berhad, arribant a prometre recórrer a la Interpol en cas que Razak fugís del país. També es compromet a abolir l'impost sobre el valor afegit introduït pel seu predecessor, així com a establir un límit de mandats electius. El 12 de maig de 2018, a Najib Razak se li va prohibir sortir del territori mentre es preparava per anar a Indonèsia per fer una "pausa".
Mahathir Mohamad es va comprometre sobretot a cedir el poder a Anwar Ibrahim, considerat més progressista, quan va sortir de la presó. Mentrestant, Wan Azizah Wan Ismail, dona d'Ibrahim i recentment elegida diputada, és nomenada viceprimera ministra. Ocupa la seva posició com a parlamentària fins que el seu marit pugui ser elegit durant una legislatura parcial. L'11 de maig de 2018, Mahathir anuncia que el rei Muhammad Faris Petra ha acceptat perdonar i alliberar Anwar Ibrahim; reitera en aquesta ocasió que li cedirà el poder, en dos anys. El seu alliberament, que li permet tornar a ser elegible, arriba el 16 de maig. Mentrestant, s'anuncia el govern de Mahathir Mohamad el 12 de maig de 2018.

### Govern de Muhyiddin

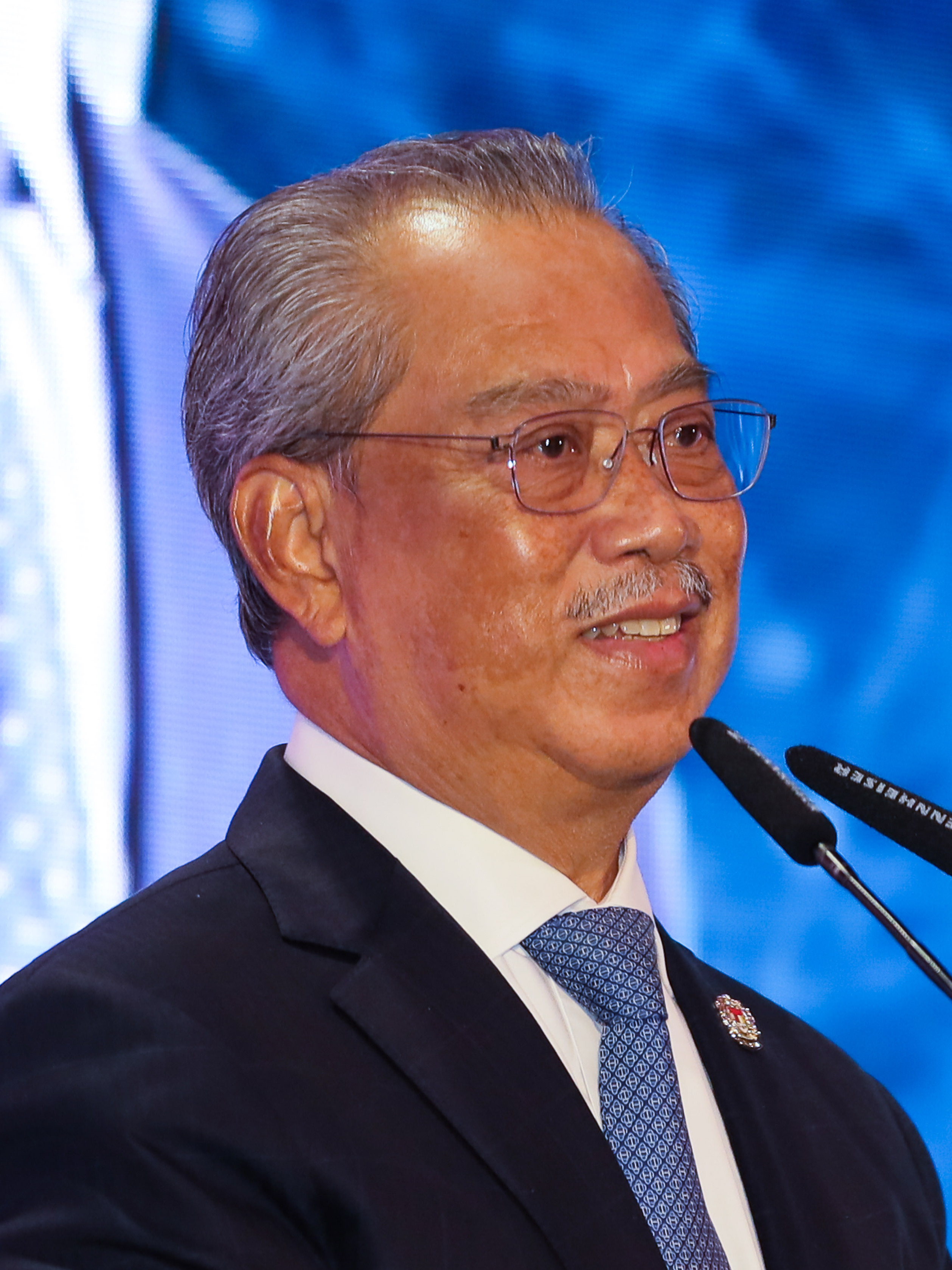
Muhyiddin Yassin el 2021

Mahathir Mohamad finalment dimiteix el 24 de febrer de 2020 després de l'enfonsament de la seva coalició i un intent del seu partit d'enderrocar el seu govern per formar-ne un de nou amb el suport de l’UMNO. Aleshores, la maniobra de Pakatan Harapan tenia com a objectiu obert evitar que Anwar Ibrahim es convertís en primer ministre. El mateix dia, el rei Abdullah Shah va acceptar la renúncia de Mohamad i el va nomenar primer ministre interí, tot i que el viceprimer ministre Wan Azizah Wan Ismail havia estat proposat per actuar com a interí. Aleshores va regnar la incertesa sobre la possibilitat que Mahathir reformés la seva coalició, i en formés una de nova al voltant del seu partit amb dissidents del partit d'Anwar Ibrahim i de l'UMNO, o que convoqués noves eleccions legislatives.
El rei rep llavors els diputats individualment per tal de trobar la personalitat amb el suport de la majoria d'ells. Mahathir Mohamad proposa un govern d'unitat mentre que Anwar Ibrahim reclama la responsabilitat de formar el govern següent. El 27 de febrer, Mahathir Mohamad anuncia que el parlament escollirà el proper primer ministre la setmana propera. Els dos homes no van poder formar govern i Mahathir Mohamad no va poder reformar la seva coalició. El líder del Partit Indígena Unit de Malàisia, Muhyiddin Yassin, va ser nomenat primer ministre amb el suport de l'UMNO i Gagasan Sejahtera. Muhyiddin va jurar el càrrec l’1 de març, malgrat la demanda de Mahathir d'una reunió del parlament per al seu successor per demostrar que tenia majoria.
El país s'enfonsa a l'estiu del 2021 en una crisi política. El primer ministre, impopular, Muhyiddin Yassin, institueix l'estat d'urgència el 12 de gener, que li permet congelar l'activitat del parlament i governar per decret. També s'estan produint protestes estudiantils per reclamar una moratòria dels préstecs d'estudis en resposta a l'alt atur juvenil, que se situa en el 13,5% el gener de 2021, enfront del 10% del gener de 2020, en absència d'assistència social. La pèrdua de suport del seu antic soci de partit i coalició, UMNO, que va demanar públicament la seva dimissió el juliol de 2021, va accelerar la seva pèrdua d'influència política. No s'han pogut trobar nous suports per al parlament, l'activitat del qual es va reprendre amb l'aixecament de l'estat d'emergència l'1 d'agost de 2021, i el seu govern va presentar la renúncia al rei Abdullah Shah el 16 d'agost de 2021.

### Govern d'Ismail

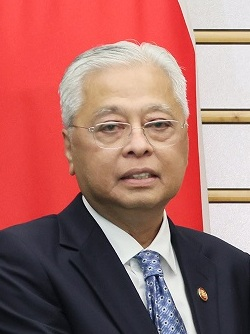
Ismail Sabri Yaakob el 2022

Després de la dimissió de Muhyiddin Yassin, Ismail Sabri Yaakob va ser nomenat primer ministre el 21 d'agost de 2021 pel rei Abdullah Shah, que «espera que amb el nomenament del nou primer ministre s'acabi l'agitació política al país». Encara que només va obtenir una estreta majoria al parlament amb 114 vots de 222, l'arribada de Muhyiddin Yassin com a primer ministre va marcar el retorn al poder de l'UMNO.
Aquest nomenament —que arriba quan el país s'enfronta a una situació sanitària i econòmica tensa— és polèmic: Sabri Yaakob és criticat per la seva manca de legitimitat democràtica. Aquest, davant el seu nomenament com a rei dos anys després de les darreres eleccions, va suposar una derrota per al seu partit. Una petició de protesta va recollir així més de 350.000 signatures en pocs dies. Davant la pressió de l'UMNO per convocar noves eleccions a la llum de les enquestes, molt favorables, Ismail Sabri Yaakob va acabar demanant al rei que dissolgués el Dewan Rakyat, cosa que va fer el 10 d'octubre de 2022, i obrí el camí a eleccions anticipades una mica menys d'un any abans de la data prevista. Deu dies després, aquestes es fixen pel 19 de novembre.

## Mètode de votació
El Dewan Rakyat, també anomenat Cambra de Representants, és la cambra baixa del Parlament bicameral de Malàisia. Està format per 222 escons ocupats durant cinc anys per majoria uninominal en cada circumscripció uninominal.
Les eleccions del 2022 són les primeres que se celebren des de la reducció de l'edat per votar de 21 a 18 anys. De fet, es vota una esmena constitucional en aquesta direcció, de 16 de juliol de 2019, amb el suport de tots els legisladors presents, sense vots en contra ni abstencions, la qual cosa comporta la incorporació d'aproximadament sis milions de votants al cens electoral.
Les eleccions també són les primeres des de l'aprovació d'una llei que prohibeix als parlamentaris canviar de partit polític durant el seu mandat, una pràctica generalitzada fins ara a Malàisia.

## Procediment
La convocatòria anticipada del vot fa que s'organitzi en plena època de pluges, sovint torrencials fins al punt de provocar inundacions al país. El calendari reduït de dues setmanes de campanya en aquest context és, per tant, fortament criticat, fins i tot el rei Abdullah Shah s'hi preocupa públicament.

## Resultats
|                                                          |                                                          |                                                          |                                                          |            |        |          |          |              |              |
| Partit politic                                           | Partit politic                                           | Partit politic                                           | Partit politic                                           | Vots       | Vots   | Candidat | Candidat | Candidat     | Candidat     |
| Partit politic                                           | Partit politic                                           | Partit politic                                           | Partit politic                                           | Vots       | %      | Stood    | Elegits  | %            | +/ –         |
|                                                          | Pakatan Harapan                                          | Pakatan Harapan                                          | PH                                                       | 5,896,142  | 38.00  | 220      | 82       | 37.10        | 18           |
|                                                          |                                                          | Democratic Action Party                                  | DAP                                                      | 2,422,577  | 15.61  | 55       | 40       | 18.10        | 2            |
|                                                          | People's Justice Party                                   | PKR                                                      | 2,442,038                                                | 15.74      | 100    | 31       | 14.03    | 16           |              |
|                                                          | National Trust Party                                     | AMANAH                                                   | 884,384                                                  | 5.70       | 54     | 8        | 3.62     | 3            |              |
|                                                          | United Progressive Kinabalu Organisation                 | UPKO                                                     | 72,751                                                   | 0.47       | 5      | 2        | 0.90     | 1            |              |
|                                                          | Malaysian United Democratic Alliance                     | MUDA                                                     | 74,392                                                   | 0.48       | 6      | 1        | 0.45     | New          |              |
|                                                          | Perikatan Nasional                                       | Perikatan Nasional                                       | PN                                                       | 4,666,529  | 30.07  | 171      | 73       | 33.03        | 42           |
|                                                          |                                                          | Pan-Malaysian Islamic Party }                            | PAS                                                      | 2,259,353  | 14.56  | 61       | 43       | 18.10        | 25           |
|                                                          | Malaysian United Indigenous Party                        | BERSATU                                                  | 2,102,151                                                | 13.55      | 87     | 30       | 14.93    | 17           |              |
|                                                          | Parti Gerakan Rakyat Malaysia                            | GERAKAN                                                  | 305,025                                                  | 1.97       | 23     | 0        | n/a      | Sense canvis |              |
|                                                          | Barisan Nasional                                         | Barisan Nasional                                         | BN                                                       | 3,455,762  | 22.27  | 179      | 30       | 13.57        | 28           |
|                                                          |                                                          | United Malays National Organisation                      | UMNO                                                     | 2,549,341  | 16.43  | 119      | 26       | 11.76        | 28           |
|                                                          | Malaysian Chinese Association                            | MCA                                                      | 665,436                                                  | 4.29       | 44     | 2        | 0.90     | 1            |              |
|                                                          | Malaysian Indian Congress                                | MIC                                                      | 172,176                                                  | 1.11       | 10     | 1        | 0.45     | 1            |              |
|                                                          | United Sabah People's Party                              | PBRS                                                     | 23,877                                                   | 0.15       | 2      | 1        | 0.45     | Sense canvis |              |
|                                                          | Love Malaysia Party                                      | PCM                                                      | 5,417                                                    | 0.03       | 1      | 0        | n/a      | Sense canvis |              |
|                                                          | Malaysia Makkal Sakti Party                              | MMSP                                                     | 10,660                                                   | 0.07       | 1      | 0        | n/a      | Sense canvis |              |
|                                                          | All Malaysian Indian Progressive Front                   | AMIPF                                                    | 7,387                                                    | 0.05       | 1      | 0        | n/a      | Sense canvis |              |
|                                                          | Malaysian Indian Muslim Congress                         | KIMMA                                                    | 21,468                                                   | 0.14       | 1      | 0        | n/a      | Sense canvis |              |
|                                                          | Sarawak Parties Alliance                                 | Sarawak Parties Alliance                                 | GPS                                                      | 662,601    | 4.27   | 31       | 23       | 10.41        | 4            |
|                                                          |                                                          | United Bumiputera Heritage Party                         | PBB                                                      | 343,954    | 2.22   | 14       | 14       | 6.33         | 1            |
|                                                          | Sarawak People's Party                                   | PRS                                                      | 67,539                                                   | 0.44       | 6      | 5        | 2.26     | 2            |              |
|                                                          | Progressive Democratic Party                             | PDP                                                      | 84,045                                                   | 0.54       | 4      | 2        | 0.90     | Sense canvis |              |
|                                                          | Sarawak United Peoples' Party                            | SUPP                                                     | 167,063                                                  | 1.08       | 7      | 2        | 0.90     | 1            |              |
|                                                          | Heritage Party                                           | Heritage Party                                           | WARISAN                                                  | 281,732    | 1.82   | 52       | 3        | 1.36         | 4            |
|                                                          | Sabah People's Alliance                                  | Sabah People's Alliance                                  | GRS                                                      | 194,324    | 1.25   | 13       | 6        | 2.71         | 4            |
|                                                          |                                                          | Malaysian United Indigenous Party Sabah                  | BERSATU Sabah                                            | 94,085     | 0.61   | 6        | 4        | 1.81         | 4            |
|                                                          | United Sabah Party                                       | PBS                                                      | 65,311                                                   | 0.42       | 4      | 1        | 0.45     | Sense canvis |              |
|                                                          | Homeland Solidarity Party                                | STAR                                                     | 29,874                                                   | 0.19       | 2      | 1        | 0.45     | Sense canvis |              |
|                                                          | Sabah Progressive Party                                  | SAPP                                                     | 5,054                                                    | 0.03       | 1      | 0        | n/a      | Sense canvis |              |
|                                                          | Homeland Movement                                        | Homeland Movement                                        | GTA                                                      | 109,175    | 0.70   | 125      | 0        | n/a          | 4            |
|                                                          |                                                          | Homeland Fighters' Party                                 | PEJUANG                                                  | 88,726     | 0.57   | 94       | 0        | n/a          | 4            |
|                                                          | Pan-Malaysian Islamic Front                              | BERJASA                                                  | 4,252                                                    | 0.03       | 3      | 0        | n/a      | Sense canvis |              |
|                                                          | Malaysia Mighty Bumiputera Party                         | PUTRA                                                    | 12,061                                                   | 0.08       | 24     | 0        | n/a      | Sense canvis |              |
|                                                          | National Indian Muslim Alliance Party                    | IMAN                                                     | 4,136                                                    | 0.03       | 4      | 0        | n/a      | Sense canvis |              |
|                                                          | Social Democratic Harmony Party                          | Social Democratic Harmony Party                          | KDM                                                      | 52,054     | 0.34   | 7        | 1        | 0.45         | New          |
|                                                          | Sarawak United People's Alliance                         | Sarawak United People's Alliance                         | PERKASA                                                  | 62,943     | 0.41   | 14       | 0        | n/a          | 1            |
|                                                          |                                                          | United Sarawak Party                                     | PSB                                                      | 57,579     | 0.37   | 10       | 0        | n/a          | 1            |
|                                                          | Sarawak Native People's Party                            | PBDS                                                     | 3,053                                                    | 0.02       | 3      | 0        | n/a      | Sense canvis |              |
|                                                          | Land of the Hornbill Party                               | PBK                                                      | 2,311                                                    | 0.01       | 1      | 0        | n/a      | Sense canvis |              |
|                                                          | Malaysia Nation Party                                    | Malaysia Nation Party                                    | PBM                                                      | 16,437     | 0.11   | 5        | 1        | 0.45         | 5            |
|                                                          | PSM-PRM informal coalition                               | PSM-PRM informal coalition                               | PSM-PRM                                                  | 6,644      | 0.04   | 16       | 0        | n/a          | Sense canvis |
|                                                          |                                                          | Socialist Party of Malaysia                              | PSM                                                      | 779        | 0.01   | 1        | 0        | n/a          | Sense canvis |
|                                                          | Malaysian People's Party                                 | PRM                                                      | 5,865                                                    | 0.04       | 15     | 0        | n/a      | Sense canvis |              |
|                                                          | Sarawak People's Awareness Party                         | Sarawak People's Awareness Party                         | SEDAR                                                    | 1,036      | 0.01   | 1        | 0        | n/a          | Sense canvis |
|                                                          | Sabah People's Unity Party                               | Sabah People's Unity Party                               | PPRS                                                     | 541        | >0.01  | 1        | 0        | n/a          | Sense canvis |
|                                                          | People's First Party                                     | People's First Party                                     | PUR                                                      | 264        | >0.01  | 1        | 0        | n/a          | Sense canvis |
|                                                          | Independent candidates                                   | Independent candidates                                   | BEBAS                                                    | 111,043    | 0.72   | 108      | 2        | 0.90         | 1            |
| Vots valids                                              | Vots valids                                              | Vots valids                                              | Vots valids                                              | 15,517,227 | –      |          |          |              |              |
| Invalids/blancs                                          | Invalids/blancs                                          | Invalids/blancs                                          | Invalids/blancs                                          | desconegut | –      |          |          |              |              |
| Total vots                                               | Total vots                                               | Total vots                                               | Total vots                                               | desconegut | 100.00 |          |          |              |              |
| Abstenció                                                | Abstenció                                                | Abstenció                                                | Abstenció                                                | desconegut | –      |          |          |              |              |
| Vots registrats / participació                           | Vots registrats / participació                           | Vots registrats / participació                           | Vots registrats / participació                           | 21,173,638 | ≥73.29 |          |          |              |              |
|                                                          | Votants corrents                                         | Votants corrents                                         | Votants corrents                                         | 20,905,366 |        |          |          |              |              |
|                                                          | Els primers votants                                      | Els primers votants                                      | Els primers votants                                      | 265,531    |        |          |          |              |              |
|                                                          | Vots per correu                                          | Vots per correu                                          | Vots per correu                                          | 365,686    |        |          |          |              |              |
| Edat per votar (18 anys i més)                           | Edat per votar (18 anys i més)                           | Edat per votar (18 anys i més)                           | Edat per votar (18 anys i més)                           | 21,173,638 |        |          |          |              |              |
| Població de Malàisia (estimació el 29 de juliol de 2022) | Població de Malàisia (estimació el 29 de juliol de 2022) | Població de Malàisia (estimació el 29 de juliol de 2022) | Població de Malàisia (estimació el 29 de juliol de 2022) | 32,700,000 |        |          |          |              |              |
| Font: Election Commission of Malaysia (SPR), The Star    |                                                          |                                                          |                                                          |            |        |          |          |              |              |

## Anàlisi

El primer partit per circumscripció electoral

La votació té un rècord de participació. Per primera vegada des de la independència, no hi ha una majoria clara, malgrat el vot majoritari utilitzat. Cap de les tres coalicions principals, el Pakatan Harapan, el Perikatan Nasional i el Barisan Nasional, aconsegueix reunir la majoria absoluta dels escons. En primer lloc, la coalició opositora de Pakatan Harapan reclama la victòria i el càrrec de primer ministre per al seu líder, Anwar Ibrahim, sense precisar, però, amb quines formacions pretén formar una aliança. El partit principal, el Partit Islàmic de Malàisia, es va beneficiar en particular de la decadència del Barisan Nasional i es va convertir per primera vegada en el partit més gran de Dewan Rakyat. El National Barisan del primer ministre sortint torna a patir un fort retrocés, mentre que l'antic primer ministre Mahathir Mohamad no aconsegueix la reelecció a la seva circumscripció.
El 20 de novembre, el rei va donar als dos blocs que van sortir al capdavant fins al 21 de novembre per recollir la majoria de diputats. El termini es va ampliar llavors en 24 hores, sense èxit, i el Barisan Nasional va decidir seure a l'oposició. El Perikatan Nasional, en canvi, es declara obert a la formació d'una coalició. El 24 de novembre de 2022, després de consultar els sultans locals, el rei va nomenar el líder de Pakatan Harapan, Anwar Ibrahim, com a primer ministre. Aquest últim presta jurament el mateix dia, i rep les declaracions de suport de quasi tots els membres de la Cambra de Representants, que estan d'acord amb la decisió del rei. S'anuncia la celebració d'una votació de confiança per al 19 de desembre, després de la prestació del jurament dels nous representants.